# Loripes araiogramma
Loripes araiogramma is een tweekleppigensoort uit de familie van de Lucinidae. De wetenschappelijke naam van de soort is voor het eerst geldig gepubliceerd in 1997 door Oliver & Chesney.